# Bell hooks
bell hooks, pseudonimo di Gloria Jean Watkins (Hopkinsville, 25 settembre 1952 – Berea, 15 dicembre 2021), è stata una scrittrice, attivista e femminista statunitense.
Lo pseudonimo, che secondo la scrittrice va riportato in minuscolo, deriva da quello della bisnonna materna, Bell Blair Hooks.
Il focus della sua scrittura è stata l'intersezionalità di razza, il capitalismo, il genere e la loro
capacità di produrre e perpetuare sistemi di oppressione e di dominio di classe. Ha pubblicato più di 30 libri e numerosi articoli accademici, è apparsa in documentari e ha partecipato a conferenze pubbliche. Principalmente attraverso una prospettiva postmoderna ha affrontato razza, classe e genere nell'istruzione, arte, storia, sessualità, mass media e femminismo.
Nel 2014 ha fondato il bell hooks Institute al Berea College a Berea, in Kentucky.

## Biografia

### I primi anni
hooks è nata a Hopkinsville, un piccolo villaggio del Kentucky segregazionista, in una famiglia della classe operaia. Suo padre, Veodis Watkins, era un inserviente e sua madre, Rosa Bell Watkins, casalinga. Ha 5 sorelle e un fratello. Avida lettrice (le autrici e gli autori che preferiva erano William Wordsworth, Langston Hughes, Elizabeth Barrett Browning e Gwendolin Brooks), venne educata nelle scuole pubbliche durante la segregazione razziale e scrisse delle grandi avversità che si incontrano quando si effettua la transizione verso una scuola integrata, dove gli insegnanti e gli studenti sono prevalentemente bianchi.
Si è diplomata presso la Hopkinsville High School di Hopkinsville, Kentucky. Ha ottenuto il B.A. in lingua inglese presso la Stanford University nel 1973 e il M.A. in inglese presso l'University of Wisconsin-Madison nel 1976. Nel 1983, dopo diversi anni di insegnamento e scrittura, ha completato il suo dottorato in letteratura presso l'Università della California, Santa Cruz, con una tesi sulla scrittrice Toni Morrison.

### Carriera
La sua carriera di insegnante è iniziata nel 1976 come docente di inglese e di studi etnici presso l'University of Southern California. Durante i tre anni passati lì, Golemics, un editore di
Los Angeles, ha pubblicato il suo primo lavoro, un chapbook di poesie dal titolo And There We Wept (1978), scritto sotto lo pseudonimo "bell hooks". Aveva adottato il nome di sua bisnonna come nome d'arte perché essa "era nota per il suo modo di parlare brillante e audace, che ammiravo molto". Aveva usato il nome in lettere
minuscole per distinguersi dalla bisnonna, affermando che l'uso poco convenzionale del minuscolo nel suo nome metteva l'accento su quello che era più importante nelle sue opere: la "sostanza dei libri e non chi sono".
Ha insegnato in diversi istituti secondari nei primi anni 1980, tra cui l'Università della California, Santa Cruz e San Francisco State University. South End Press pubblicò il suo primo lavoro importante Ain't I a Woman?: Black Women and Feminism nel 1981, anche se l'opera è stata scritta anni prima, mentre bell hooks era studentessa universitaria. Nei decenni successivi alla pubblicazione, il libro ha ottenuto un riconoscimento diffuso per aver contribuito in modo influente al pensiero femminista.
Ain't I a Woman? esaminava diversi temi ricorrenti anche nei suoi lavori successivi: l'impatto storico del sessismo e del razzismo sulle donne nere, la svalutazione della femminilità nera, i ruoli dei media e della rappresentazione, il sistema di istruzione, l'idea di una supremazia bianca-capitalistico-patriarcale, l'emarginazione delle donne nere e il disprezzo per le questioni di razza e di classe all'interno del femminismo. Dopo la pubblicazione di Ain't I a Woman?, bell hooks venne riconosciuta come pensatrice politica di sinistra, postmoderna e come critica culturale. Si rivolgeva ad un pubblico vasto, presentando il suo lavoro in una varietà di media e utilizzando vari stili di scrittura e lingua. Oltre ad avere scritto libri, ha pubblicato articoli su riviste scientifiche e tradizionali, ha tenuto lezioni ed è apparsa in diversi documentari.

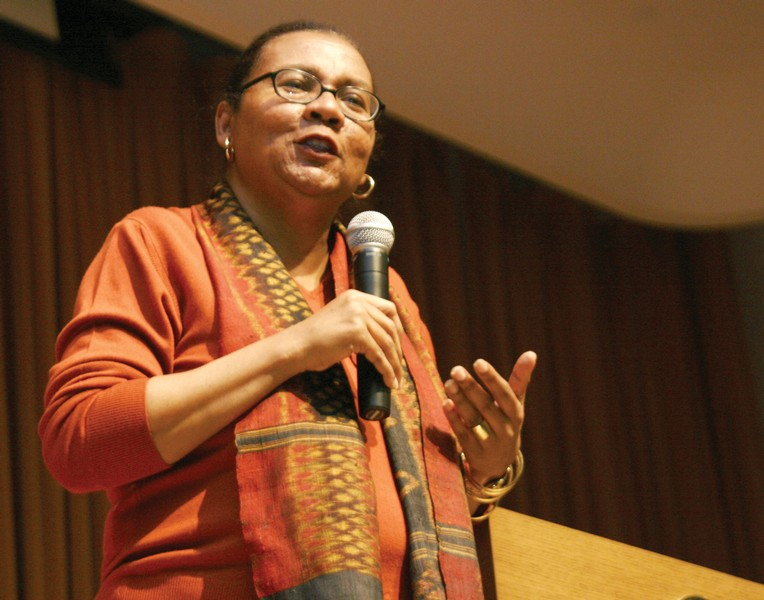
bell hooks nel 2009

Venne frequentemente citata dagli ambienti femministi per aver fornito la soluzione migliore nel definire qualcosa di così diverso come il "femminismo", affrontando il problema che se il femminismo può significare tutto, alla fine esso non significa niente. Rispondendo alla domanda "che cosa è il femminismo?" lei affermava che "non è radicato né nella paura, né nella fantasia ... Il femminismo è un movimento per porre fine al sessismo, lo sfruttamento e l'oppressione sessista".
Ha pubblicato più di 30 libri che coprono argomenti sugli uomini neri, patriarcato e mascolinità, usando la pedagogia nella redazione delle memorie personali e la sessualità. Un tema prevalente nella sua più recente scrittura era la comunità e la comunione, la capacità delle comunità d'amore di superare le disuguaglianze di razza, classe e genere. In tre libri tradizionali e quattro libri per i bambini, aveva suggerito che la comunicazione e l'alfabetizzazione (la capacità di leggere, scrivere e pensare in modo critico) sono cruciali per lo sviluppo di comunità sane e relazioni che non sono contrassegnate da ineguaglianze di razza, classe o di genere.
È stata docente di inglese e studi afro-americani alla Yale University, professore associato di letteratura americana e studi sulle donne all'Oberlin College di Oberlin, Ohio e lettrice emerita di letteratura inglese presso il City College di New York.
Nel 2002 ha tenuto il discorso di inaugurazione dell'anno accademico presso la Southwestern University. Eludendo il tradizionale discorso di congratulazioni delle lauree tradizionali, ha parlato di quello che aveva vissuto come una violenza e un'oppressione del governo, ammonendo gli studenti che secondo lei erano d'accordo con tali pratiche. Questo episodio è stato seguito da una polemica descritta nell'Austin Chronicle dopo che un "arizoniano furioso" aveva criticato il discorso in una lettera al direttore. Il giornale ha riferito che molti tra il pubblico hanno fischiato il discorso, anche se "molti laureati sono passati per stringerle la mano o darle un abbraccio".
Nel 2004 è entrata a far parte della Berea College di Berea, Kentucky, come professore emerito in residenza, dove ha partecipato a un gruppo di discussione femminista settimanale, il Monday Night Feminism (Femminismo del lunedì notte); una serie di conferenze, Peanut Butter and Gender (Burro di arachidi e di genere); e un seminario, Building Beloved Community: The Practice of Impartial Love (Costruire una comunità dell'amore: la pratica dell'amore imparziale).
Il suo libro del 2008, Belonging: a culture of place (Appartenere: una cultura del luogo), comprendeva un colloquio sincero con l'autore Wendell Berry, nonché una discussione sul suo ritorno in Kentucky.
È stata docente invitata presso la New School University. Ha avviato dialoghi pubblici con Gloria Steinem, Laverne Cox, e Cornel West.

## Influenze
Tra coloro che hanno influenzato hooks si possono elencare l'abolizionista afroamericana e femminista Sojourner Truth (il cui discorso Ain't I a Woman? ha ispirato il suo primo lavoro importante), l'educatore brasiliano Paulo Freire (i cui punti di vista in materia di istruzione vengono abbracciati nella sua teoria della pedagogia impegnata), il teologo peruviano e padre domenicano Gustavo Gutiérrez, lo psicologo Erich Fromm, il drammaturgo Lorraine Hansberry, il monaco buddista Thich Nhat Hanh, lo scrittore afroamericano James Baldwin, lo storico della Guyana Walter Rodney, il leader dei diritti umani e degli afroamericani Malcolm X e il leader dei diritti civili Martin Luther King (che si esprime su come la forza dell'amore unisce le comunità). Sul concetto di Martin Luther King di una comunità dell'amore, bell hooks afferma che "esso ha avuto una profonda consapevolezza che le persone appartenenti alle istituzioni oppressive non cambieranno le logiche e le pratiche di dominazione senza lo sforzo di coloro che si impegnano per un modo migliore."

## La ricezione del suo pensiero in Italia:Elogio del margineeScrivere al buio
Si deve a Maria Nadotti, giornalista, saggista e traduttrice, il primo tentativo di dare conto della vasta produzione teorica di bell hooks in Italia. Escono infatti nel 1998, i primi due libri che introducono il pensiero di bell hooks in Italia: Elogio del margine: razza, sesso e mercato culturale (Feltrinelli 1998, traduzione e cura di M. Nadotti), una raccolta di dieci saggi dell'autrice afroamericana, e Scrivere al buio (La tartaruga 1998), un dialogo critico e allo stesso tempo intimo tra bell hooks e Maria Nadotti.  Entrambi i contributi sono ora raccolti nella nuova edizione Elogio del margine / Scrivere al buio (Tamu Edizioni 2020). In Elogio del margine emerge la saldatura critica, tipica del pensiero di bell hooks, tra il discorso della razza e quella del genere, che mette alla prova il femminismo bianco e la rappresentazione delle donne come un’unica “casta” che nega le differenze tra le donne stesse. hooks delinea un pensiero e uno sguardo oppositivo che permette di inaugurare un percorso di lotta in campo politico ed estetico, risignificando la casa come luogo di resistenza per le donne nere, promuovendo teorie estetiche che mettano in dialogo intellettuali e persone comuni oppure denunciando il sessismo interno alla stessa comunità nera. In Scrivere al buio, hooks fonda la sua riflessione politica sulla sua esperienza autobiografica: i rapporti familiari e di coppia, l’istruzione, l’uso del denaro, la pratica della scrittura sono alcuni degli argomenti ordinari con cui l'autrice mostra che il pensiero femminista non può che nascere dall'esperienza personale di oppressione e deve perciò parlare alle donne di condizione meno agiata.

## Tutto sull'amore: Nuove Visioni
Dopo molte dispute con ex fidanzati sulla natura dell'amore, bell hooks ha pubblicato All About Love: New Visions (Tutto sull'amore: Nuove Visioni) nel 2001. Ha spiegato come i suoi ultimi due fidanzati a lungo termine erano frustrati dal "pensiero patriarcale" e dei ruoli di genere sessisti, così che il loro rapporto non avrebbe avuto veramente la possibilità di andare avanti.
In questo libro, bell hooks ha unito le sue esperienze di vita personali a idee filosofiche e psicologiche per plasmare la sua tesi e discutere i suoi concetti principali: tra i quali la critica del modo in cui la parola amore viene usata nella società di oggi, senza che le venga attribuito molto senso. Hooks era molto turbata dal fatto che la nostra cultura ha perso il vero significato dell'amore e credeva che questo sia avvenuto perché non abbiamo una definizione condivisa. Per questo motivo, il primo capitolo del suo libro si concentrava principalmente su quello che lei pensava fosse la definizione dell'amore, che includeva componenti come la cura, l'affetto, la fiducia, il rispetto, l'onestà, la comunicazione e l'impegno. La sua opinione conveniva che se noi tutti ci trovassimo d'accordo che love (amare) sia un verbo piuttosto che love (amore) un sostantivo, allora saremmo tutti più felici. Affermando: "Così molte persone pensano che sia abbastanza dire quello che sentono, anche se le loro azioni non corrispondono a ciò che sentono", bell hooks chiariva con forza perché la società ha bisogno di adottare una definizione universale dell'amore.
Nel complesso, questo libro intendeva far luce su ciò che hooks vedeva come l'abbandono dell'amore nei tempi moderni e su cosa significa per la gente di oggi sperimentare l'amore. Uno degli argomenti che lei proponeva era come l'amore non può esistere nel bel mezzo di una lotta di potere. Lei proponeva la completa ricostruzione e trasformazione dell'amore moderna basata su "affetto, rispetto, riconoscimento, impegno, fiducia e cura". Sottolineava anche quello che vedeva come radici dei problemi per quanto riguarda l'amore moderno di oggi: gli stereotipi di genere, il dominio, il controllo, l'ego, e l'aggressività.
Si trattava anche del fatto che, a partire da un'età molto giovane, i ragazzi e le ragazze si sentono costantemente abbattuti, cercando di adattarsi alle caratteristiche che ci si aspetta da loro. Sottolineava il fatto che al ragazzo viene negato il suo diritto di dimostrare o addirittura di avere eventuali veri sentimenti. Usando come esempio gli uomini nella cultura americana, descriveva il modo in cui sono stati indotti dalla società a diffidare del valore e del potere dell'amore. Mentre alla ragazza viene insegnato che la cosa più importante che può fare è cambiare se stessa e le proprie sensazioni, con la speranza di attirare e compiacere tutti gli altri. Queste aspettative ingiuste portano i ragazzi e le ragazze a diventare uomini e donne sono convinti che le bugie sono la strada da percorrere e che nessuno dovrebbe mostrare i propri sentimenti più veri agli altri. Questo è un paradosso che hooks sottolineava, perché per avere una relazione d'amore funzionale e sana, l'onestà è un requisito naturale. Nelle parole di bell hooks, "Le bugie possono far sentire meglio le persone, ma non li aiutano a conoscere l'amore".
Un altro argomento centrale di All About Love era il modo in cui è quasi impossibile per le donne trovare la felicità, in ciò che lei vedeva come una cultura brutale in cui agli uomini si insegna a preoccuparsi di più della soddisfazione e delle prestazioni sessuali invece di amare qualcuno. Questa realtà sottolineava hooks, messa insieme il fatto che le donne si concentrano così fortemente su come avere un partner, porta alla maggior parte dei rapporti ad essere completamente unilaterali. In questo caso, gli uomini sono emotivamente soddisfatti e le donne rimangono senza alcuna vera felicità. Hooks faceva notare che nonostante questi problemi evidenti nella cultura dell'amore dei nostri giorni, l'amore può essere ravvivato.

## Insegnare a trasgredire
Nel suo libro del 1994 Teaching to Transgress: Education as the Practice of Freedom (Insegnare a trasgredire: L'educazione come pratica della libertà, Meltemi editore 2020), hooks ha indagato sull'aula come fonte di vincolo, ma anche come potenziale fonte di liberazione. Ha sostenuto che l'uso del controllo e del potere da parte degli insegnanti sugli studenti offusca l'entusiasmo degli studenti e insegna l'obbedienza all'autorità, "confinando ogni alunno ad un approccio all'apprendimento meccanico, da catena di montaggio". Ha sostenuto che le università incoraggiano gli studenti e gli insegnanti a trasgredire e ha cercato modi per utilizzare la collaborazione per rendere l'apprendimento più rilassante ed emozionante. Ha descritto l'insegnamento come "un catalizzatore che chiama tutti a diventare sempre più impegnati".

## Premi e riconoscimenti
- Yearning: Race, Gender, and Cultural Politics: The American Book Awards/ Before Columbus Foundation Award (1991)[38]
- Ain't I a Woman?: Black Women and Feminism: "One of the twenty most influential women's books in the last 20 years" by Publishers Weekly (1992)
- bell hooks: The Writer's Award from the Lila Wallace–Reader's Digest Fund (1994)
- Happy to Be Nappy: NAACP Image Award nominee (2001)
- Homemade Love: The Bank Street College Children's Book of the Year (2002)
- Salvation: Black People and Love: Hurston Wright Legacy Award nominee (2002)
- bell hooks: Utne Reader 's "100 Visionaries Who Could Change Your Life"
- bell hooks: The Atlantic Monthly 's "One of our nation's leading public intellectuals"

## Opere

### Libri
- bell hooks, And there we wept: poems, 1978, OCLC 6230231.
- bell hooks, Ain't I a woman?: Black women and feminism, 1981, ISBN 0-89608-129-X.
- bell hooks, Feminist theory: from margin to center, 1984, ISBN 0-89608-613-5.
- bell hooks, Talking back: Thinking feminist, thinking Black, 1989, ISBN 0-921284-09-8.
- bell hooks, Yearning: race, gender, and cultural politics, 1990, ISBN 0-921284-35-7.
- bell hooks e Cornel West, Breaking bread: insurgent Black intellectual life, 1991, ISBN 0-89608-414-0.
- bell hooks, Black looks: race and representation, 1992, ISBN 0-89608-434-5.
- bell hooks, Sisters of the yam: Black women and self-recovery, 1993, ISBN 0-89608-415-9.
- bell hooks, Teaching to transgress: education as the practice of freedom, 1994, ISBN 0-415-90808-6.
- bell hooks, Outlaw culture: resisting representations, 1994, ISBN 0-415-90811-6.
- bell hooks, Killing rage: ending racism, 1995, ISBN 0-8050-5027-2.
- bell hooks, Art on my mind: visual politics, 1995, ISBN 1-56584-263-4.
- bell hooks, Reel to real: race, sex, and class at the movies, 1996, ISBN 0-415-91824-3.
- bell hooks, Bone Black: memories of girlhood, 1996, ISBN 0-8050-4146-X.
- bell hooks, Wounds of passion: a writing life, 1997, ISBN 0-8050-5722-6.
- bell hooks, Remembered rapture: the writer at work, 1999, ISBN 0-8050-5910-5.
- bell hooks, Justice: childhood love lessons, 2000, ISBN 0-688-16844-2.
- bell hooks, All about love: new visions, 2000, ISBN 0-06-095947-9.
- bell hooks, Feminism is for everybody: passionate politics, 2000, ISBN 0-89608-628-3.
- bell hooks, Where we stand: class matters, 2000, ISBN 0-415-92913-X.
- bell hooks, Salvation: Black people and love, 2001, ISBN 0-06-095949-5.
- bell hooks, Communion: the female search for love, 2002, ISBN 0-06-093829-3.
- bell hooks, Teaching community: a pedagogy of hope, New York, Routledge, 2003, ISBN 0-415-96818-6.
- bell hooks, Rock my soul: Black people and self-esteem, New York, Atria Books, 2003, ISBN 0-7434-5605-X.
- bell hooks, The will to change: men, masculinity, and love, New York, Atria Books, 2004, ISBN 0-7434-5607-6.
- bell hooks, Space, 2004.[39]
- bell hooks, We real cool: Black men and masculinity, New York, Routledge, 2004, ISBN 0-203-64220-1.
- bell hooks, Soul sister: women, friendship, and fulfillment, Cambridge, Massachusetts, South End Press, 2005, ISBN 0-89608-735-2.
- bell hooks, Witness, 2006.
- bell hooks e Amalia Mesa-Bains, Homegrown: engaged cultural criticism, Cambridge, Massachusetts, South End Press, 2006, ISBN 0-89608-759-X.
- bell hooks, Belonging: a culture of place, New York, Routledge, 2009, ISBN 978-0-203-88801-8.
- bell hooks, Teaching critical thinking: practical wisdom, New York, Routledge, 2010, ISBN 978-0-415-96820-1.
- bell hooks, Appalachian elegy: poetry and place, Kentucky Voices Series, Lexington, University Press of Kentucky, 2012, ISBN 978-0-8131-3669-1.
- bell hooks, Writing beyond race: living theory and practice, New York, Routledge, 2013, ISBN 978-0-415-53914-2.

### Libri per ragazzi
- bell hooks, Happy to be nappy, Chris Raschka (illustrator), 1999, ISBN 0-7868-2377-1.
- bell hooks, Homemade love, New York, Hyperion Books for Children, 2002, ISBN 978-0-7868-2553-0.
- bell hooks, Be boy buzz, New York, Hyperion Books for Children, 2002, ISBN 978-0-7868-1643-9.
- bell hooks, Skin again, Chris Raschka (illustrator), New York, Hyperion Books for Children, 2004, ISBN 978-0-7868-0825-0.
- bell hooks, Grump groan growl, Chris Raschka (illustrator), New York, Hyperion Books for Children, 2008, ISBN 978-0-7868-0816-8.

### Capitoli di libri
- bell hooks, Black women and feminism, in Laurel Richardson e Verta A. Taylor (a cura di), Feminist frontiers III, New York, McGraw-Hill, 1993,  pp. 444-449, ISBN 978-0-07-557001-1.
- bell hooks, Continued devaluation of Black womanhood, in Stevi Jackson e Sue Scott (a cura di), Feminism and sexuality: a reader, New York, Columbia University Press, 1996,  pp. 216-223, ISBN 978-0-231-10708-2.
- bell hooks, Sisterhood: political solidarity between women, in Anne McClintock, Aamir Mufti e Ella Shohat (a cura di), Dangerous liaisons: gender, nation, and postcolonial perspectives, Minnesota, Minneapolis, University of Minnesota Press, 1997,  pp. 396-414, ISBN 978-0-8166-2649-6.
- bell hooks, Selling hot pussy: representations of Black female sexuality in the cultural marketplace, in Laurel Richardson, Verta A. Taylor e Nancy Whittier (a cura di), Feminist frontiers, 5th, Boston, McGraw-Hill, 2004,  pp. 119–127, ISBN 978-0-07-282423-0. Pdf.
- bell hooks, Black women: shaping feminist theory, in Ann E. Cudd e Robin O. Andreasen (a cura di), Feminist theory: a philosophical anthology, Oxford, UK; Malden, Massachusetts, Blackwell Publishing, 2005,  pp. 60-68, ISBN 978-1-4051-1661-9.

### Articoli di giornale
- bell hooks, Sisterhood: political solidarity between women, in Feminist Review, special issue: Socialist-Feminism: Out of the Blue, vol. 23, Palgrave Macmillan via JSTOR, Summer 1986,  pp. 125-138, DOI:10.2307/1394725, JSTOR 1394725.
- bell hooks, From Black is a Woman's Color, in Callaloo, vol. 39, Johns Hopkins University Press via JSTOR, Spring 1989,  pp. 382-388, DOI:10.2307/2931578, JSTOR 2931578.
- bell hooks, Feminism and Black women's studies, in Sage: A Scholarly Journal on Black Women, vol. 6, n. 1, ERIC, Summer 1989,  pp. 54-56.
- bell hooks, Future feminist movements, in off our backs, special issue: Celebrating 20 Years with OOB, vol. 20, n. 2, off our backs, inc., febbraio 1990,  p. 9, JSTOR 25797204.
- bell hooks, Postmodern Blackness, in Postmodern Culture, vol. 1, n. 1, Johns Hopkins University Press via Project MUSE, settembre 1990, DOI:10.1353/pmc.1990.0004.
- bell hooks e Isaac Julien, States of desire, in Transition, vol. 53, Indiana University Press on behalf of the Hutchins Center for African and African American Research at Harvard University via JSTOR, 1991,  pp. 168-184, DOI:10.2307/2935186, JSTOR 2935186. "Critic bell hooks and British filmmaker Isaac Julien on sex, style, and cinema."
- bell hooks, Micheaux: Celebrating Blackness, in Black American Literature Forum, special issue: Black Film Issue, vol. 25, n. 2, Johns Hopkins University Press via JSTOR, Summer 1991,  pp. 351-360, DOI:10.2307/3041692, JSTOR 3041692.

Vedi anche: Oscar Micheaux
- bell hooks, Theory as liberatory practice, in Yale Journal of Law and Feminism, vol. 4, n. 1, Yale Law School, Fall 1991,  pp. 13-22. Pdf.

Vedi anche:  Catharine A. MacKinnon, From practice to theory, or what is a white woman anyway?, in Yale Journal of Law and Feminism, vol. 4, n. 1, Yale Law School, Fall 1991,  pp. 13-22. Pdf.
- bell hooks, Eros, eroticism and the pedagogical process, in Cultural Studies, vol. 7, n. 1, Taylor and Francis, gennaio 1993,  pp. 58-63, DOI:10.1080/09502389300490051.
- bell hooks e Lawrence Chua, bell hooks, in BOMB, vol. 48, New Arts Publications, Inc. via JSTOR, Summer 1994,  pp. 24-28, JSTOR 40425413.
- bell hooks, Black (and White) snapshots, in Ms., vol. 5, n. 2, Liberty Media for Women, settembre–ottobre 1994,  pp. 82-87, OCLC 775357876.
- bell hooks e et al (symposium), The crisis of African American gender relations, in Transition, vol. 66, Indiana University Press on behalf of the Hutchins Center for African and African American Research at Harvard University via JSTOR, 1995,  pp. 91-175, DOI:10.2307/2935286, JSTOR 2935286.
- bell hooks, An aesthetics of blackness: strange and oppositional, in Lenox Avenue: A Journal of Interarts Inquiry, vol. 1, Center for Black Music Research, Columbia College Chicago, 1995,  pp. 65-72, DOI:10.2307/4177045, JSTOR 4177045. Pdf.

Pubblicato come:  bell hooks, An aesthetics of blackness: strange and oppositional, in Art Papers, vol. 14, n. 4, Friends of Art Papers, luglio–agosto 1990,  pp. 2-5, OCLC 39845279.
- bell hooks, Feminism and militarism: a comment, in Women's Studies Quarterly, special issue: Rethinking Women's Peace Studies, vol. 23, 3–4, The Feminist Press via JSTOR, Fall–Winter 1995,  pp. 58-64, JSTOR 40003500.
- bell hooks e Tanya McKinnon, Sisterhood: beyond public and private, in Signs: Journal of Women in Culture and Society, special issue: Feminist Theory and Practice, vol. 21, n. 4, University of Chicago Press via JSTOR, Summer 1996,  pp. 814-829, DOI:10.1086/495122, JSTOR 3175025.
- bell hooks, Review: the feminazi mystique, in Transition, vol. 73, Indiana University Press on behalf of the Hutchins Center for African and African American Research at Harvard University via JSTOR, 1997,  pp. 156-162, DOI:10.2307/2935451, JSTOR 2935451.

Review of:  Leni Riefenstahl, Leni Riefenstahl: a memoir, New York, Picador USA, 1995, ISBN 978-0-312-11926-3.
- bell hooks, Remembered rapture: dancing with words, in JAC: A Journal of Composition Theory, vol. 20, n. 1, Winter 2000,  pp. 1-8, JSTOR 20866297.
- bell hooks, Free spirits: a legacy of wildness, in Appalachian Heritage, vol. 36, n. 3, University of North Carolina Press via Project MUSE, Summer 2008,  pp. 37-39, DOI:10.1353/aph.0.0087.
- bell hooks e George Brosi, The beloved community: a conversation between bell hooks and George Brosi, in Appalachian Heritage, vol. 40, n. 4, University of North Carolina Press via Project MUSE, Fall 2012,  pp. 76-86, DOI:10.1353/aph.2012.0109.
- bell hooks, Call and response - taking a stand, in Journal of Appalachian Studies, vol. 20, n. 2, University of Illinois Press on behalf of the Appalachian Studies Association, Fall 2014,  pp. 122-123, DOI:10.5406/jappastud.20.2.0122, JSTOR 10.5406/jappastud.20.2.0122.

## Comparse cinematografiche
- Black Is... Black Ain't (1994)
- Give a Damn Again (1995)
- Cultural Criticism and Transformation (1997)
- My Feminism (1997)
- Voices of Power (1999)
- Baadasssss Cinema (2002)
- I Am a Man: Black Masculinity in America (2004)
- Writing About a Revolution: A Talk (2004)
- Happy to Be Nappy and Other Stories of Me (2004)
- Is Feminism Dead? (2004)
- Fierce Light: When Spirit Meets Action (2008)
- Occupy Love (2012)